# INTEX Weißenfels

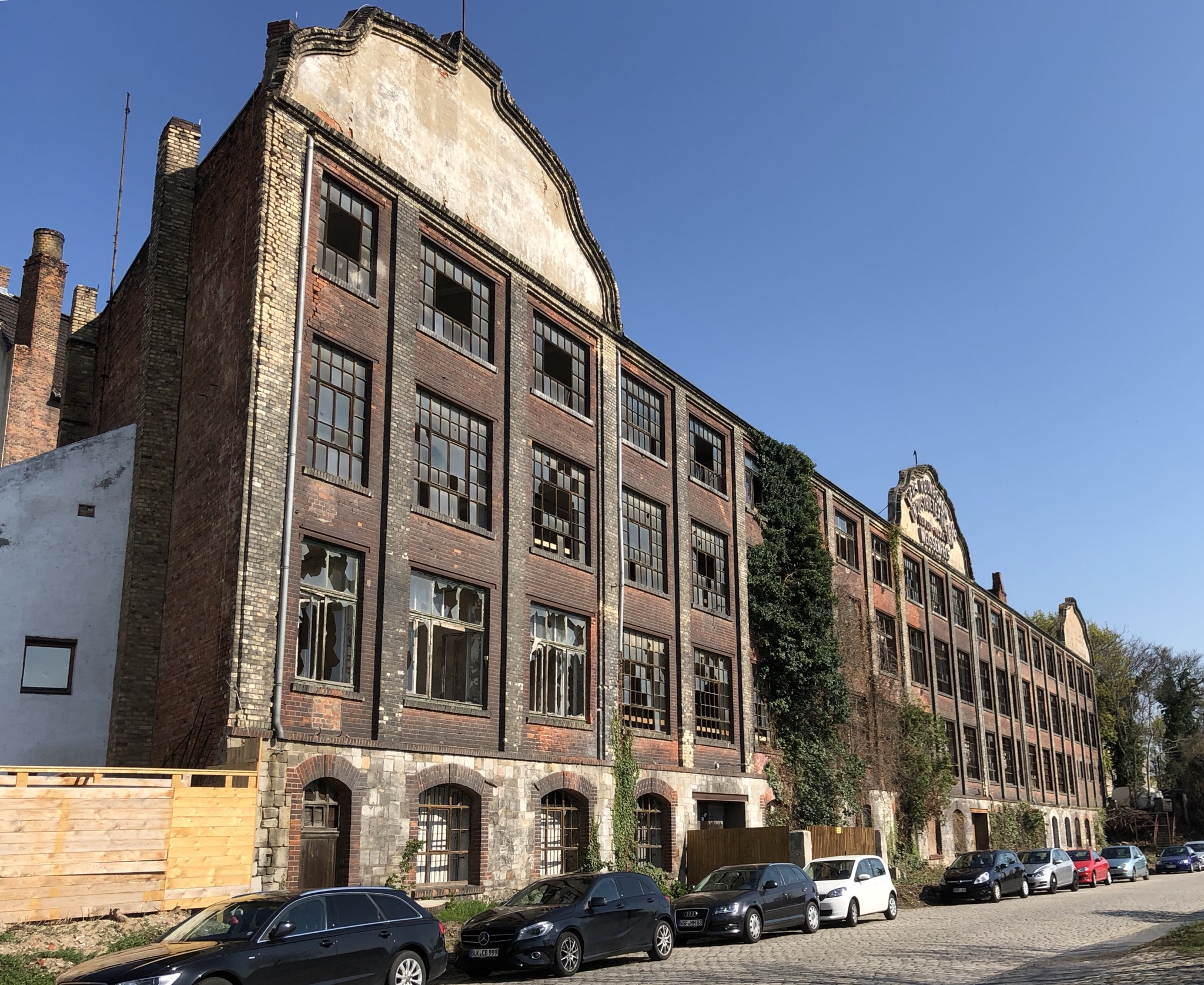
INTEX Weißenfels, 2019

INTEX Weißenfels ist ein denkmalgeschütztes Fabrikgebäude in Weißenfels in Sachsen-Anhalt.

## Lage
Es befindet sich an der Adresse Weinbergstraße 15/17 und liegt nördlich des Bahnhofs Weißenfels. Südlich verläuft die Straße Am Güterbahnhof. Die Anlage gehört zum Denkmalbereich Nordstraße 1, 2, 4 Weinbergstraße 1, 4, 6, 8, 9, 12, 14, 15, 16, 17, 18, 20, 22, 24.

## Architektur und Geschichte
Das viergeschossige Gebäude entstand um 1900 als Ziegelbau. Vermutlich war es zunächst eine Backofenfabrik. In der repräsentativen neobarocken Gestaltung wird die Form eines Barockschlosses zitiert. Es besteht ein Mittel- und zwei Seitenrisalite, die jeweils mit flachen Schweifgiebeln überspannt sind. Anfang des 20. Jahrhunderts erwarb Willy Otto senior das Objekt und betrieb darin einen Getreidehandel. Außerdem befanden sich zeitweise auch eine Papiergroßhandlung sowie die Geschäftsbücher- und Schreibheftfabrik von Bodo Bergk im Objekt. Auch nach dem Zweiten Weltkrieg bestand noch eine Nutzung als Getreidespeicher durch den Volkseigenen Erfassungs- und Aufkaufbetrieb (VEAB), der landwirtschaftliche Produkte von Bauern aufkaufte.
Nachdem Willy Otto senior verstorben war, wurde 1961 Willy Otto junior Eigentümer.
Ab den 1970er Jahren war dann im Gebäude das Versorgungskontor Industrietextilien Weißenfels untergebracht, woraus sich der auch noch heute gebräuchliche Name ergibt. Der Hauptsitz des Unternehmens befand sich in Leipzig. Das Kontor belieferte von Weißenfels aus die DDR-Hausschuhhersteller sowie die Werftindustrie mit Filz. Außerdem wurde Bekleidung für das Gesundheitswesen vertrieben. In der Silvesternacht vom 31. Dezember 1981 zum 1. Januar 1982 wurde durch eine Silvesterrakete in einem nördlichen Gebäudeteil der Anlage ein Feuer ausgelöst. Dieser Teil brannte aus und wurde später abgerissen.
1985 verstarb Willy Otto junior, auf ihn folgte eine Erbengemeinschaft als Eigentümer, die das Objekt 2005 veräußerte. Pläne sahen in der Folgezeit unter anderem den Umbau zu Loftwohnungen oder die Unterbringung des Arbeitsamtes hier vor. Nach längerem Leerstand wurde es 2019 als temporäre Spielstätte für eine Aufführung des Theaterprojekts Das letzte Kleinod hergerichtet. Unabhängig hiervon steht das Gebäude jedoch weiterhin leer und ist sanierungsbedürftig. Aktuell (Januar 2024) wird eine Nutzung als neuer Standort des Schuhmuseums geprüft.
Im örtlichen Denkmalverzeichnis ist das Fabrikgebäude unter der Erfassungsnummer 094 80036 als Baudenkmal verzeichnet.
Der Bau am ehemaligen Güterbahnhof gilt als nördliche Begrenzung der Eisenbahnanlagen als städtebaulich bedeutsam.